# Citadela

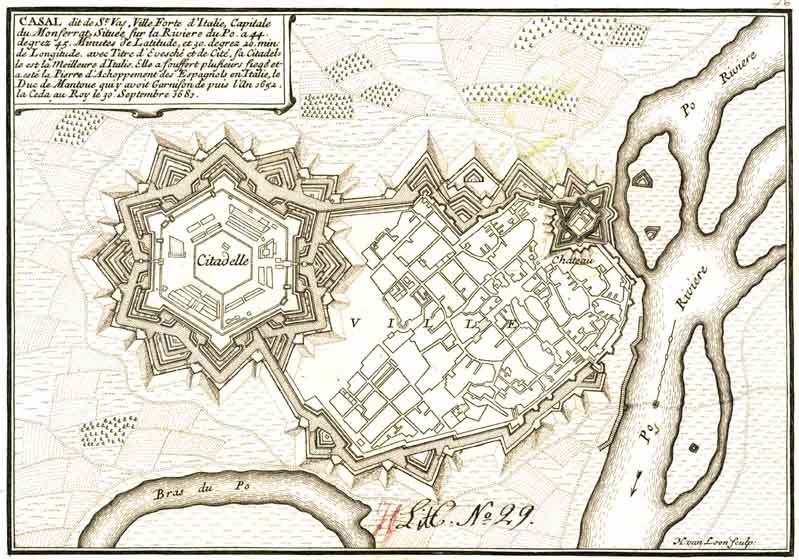
Casale Monferrato, Itálie. Citadela je vlevo.

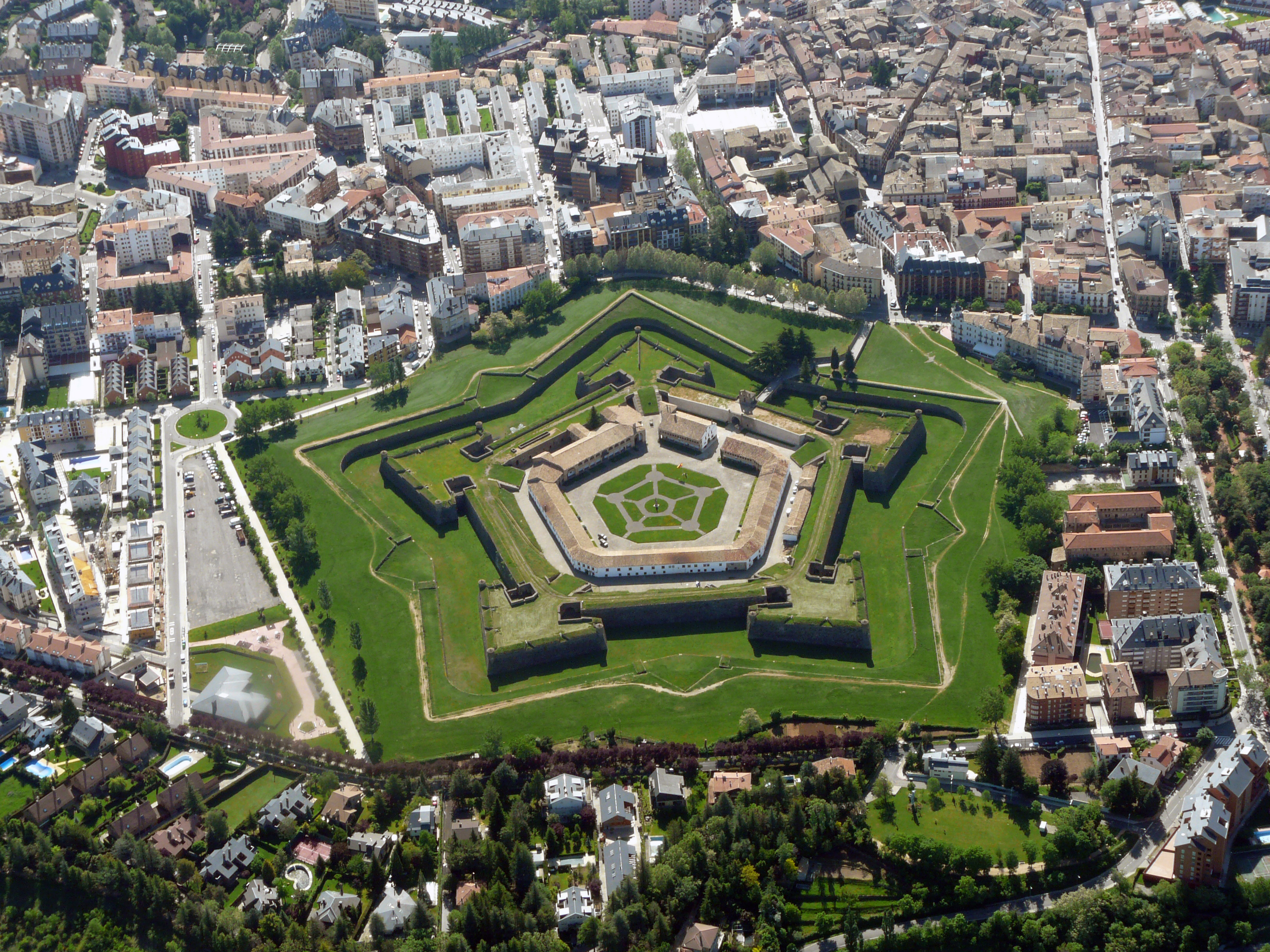
Jaca, Španělsko

Citadela (z ital. citadella, malé město) je pevnost chránící město. Může být umístěna uvnitř ve městě nebo být součástí jeho hradeb a často využívá vhodné vyvýšené místo nebo skálu nad městem. Bývala sídlem vladaře a jeho dvora, ale také posledním místem odporu, kam se stahovala posádka města, případně i jeho obyvatelé, když městské hradby padly.

## Název
Ve starověkých řeckých městech se taková městská pevnost nazývala akropolis (doslova „horní město“), v arabských městech kasba, ve Španělsku alcázar a v ruských městech kreml.

## Citadely v Česku
- Chebský hrad
- Špilberk (Brno)
- Vyšehrad (Praha)

## Galerie

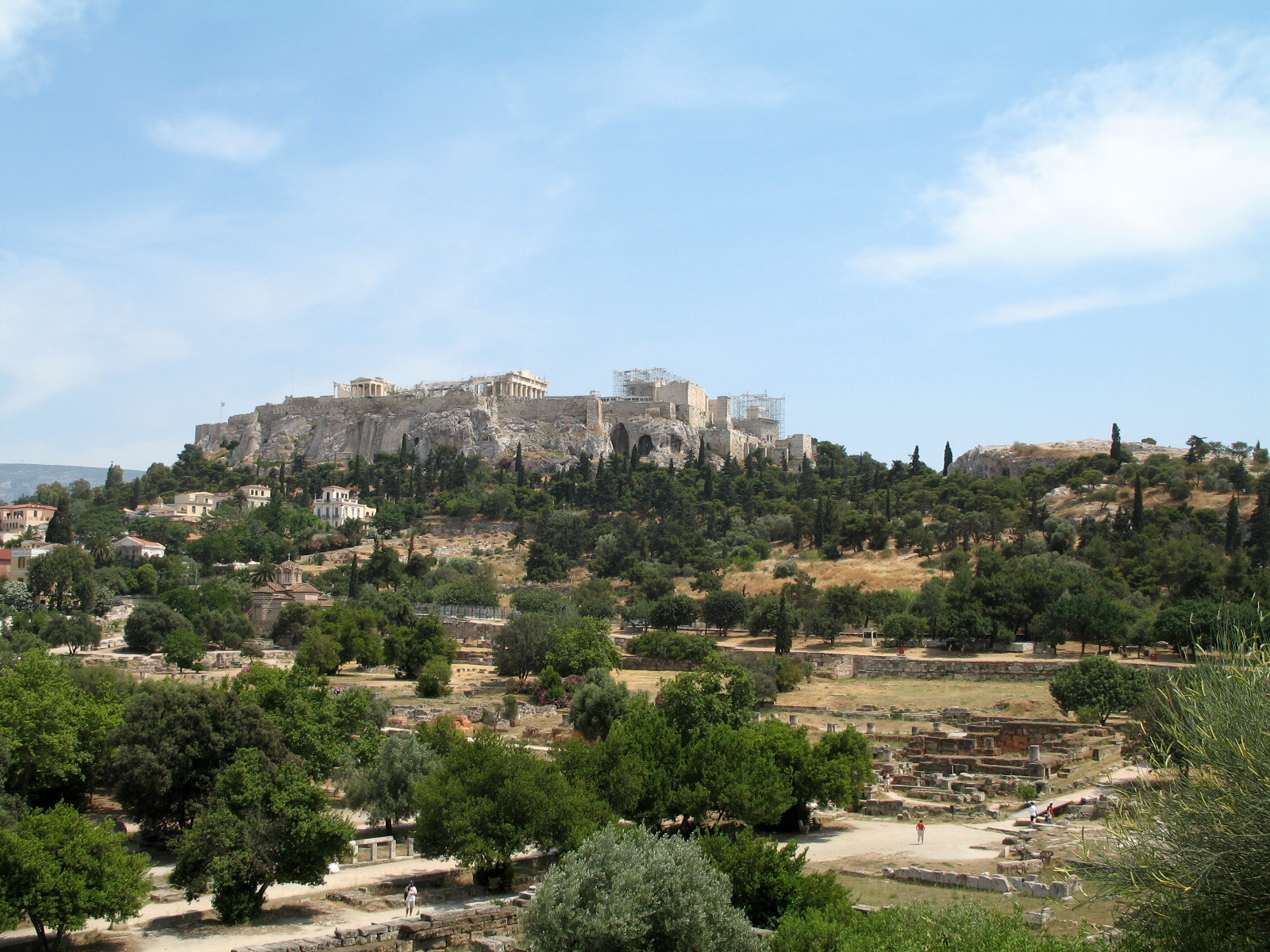
Akropolis (Athény)
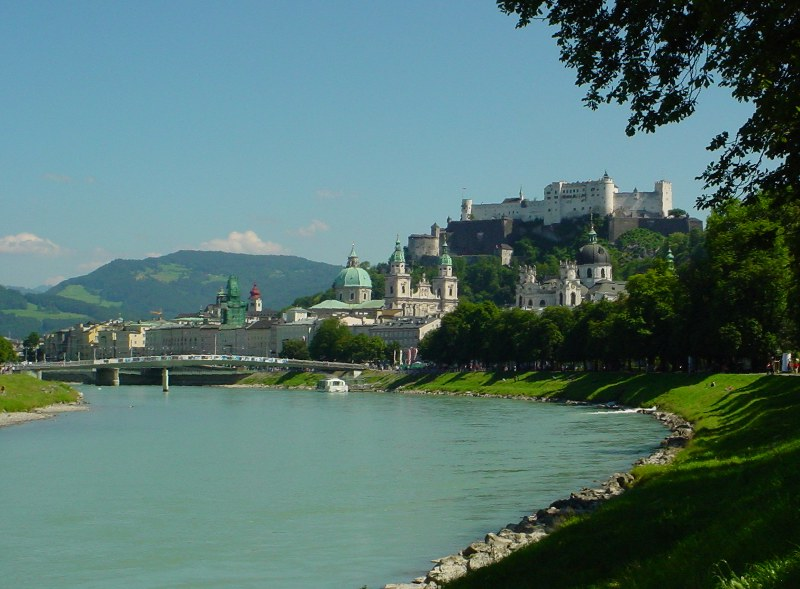
Salcburk (Rakousko)
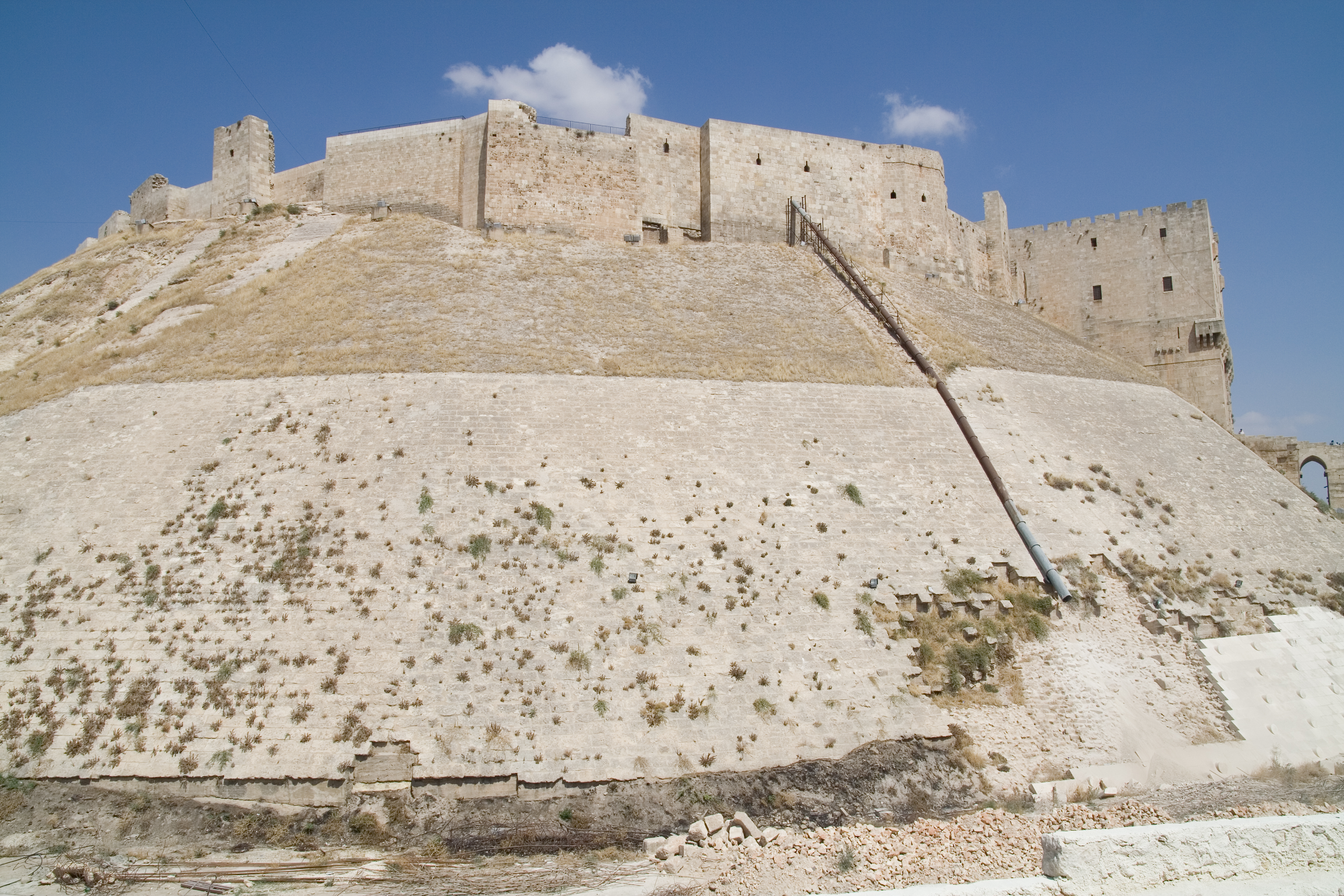
Aleppo (Sýrie)
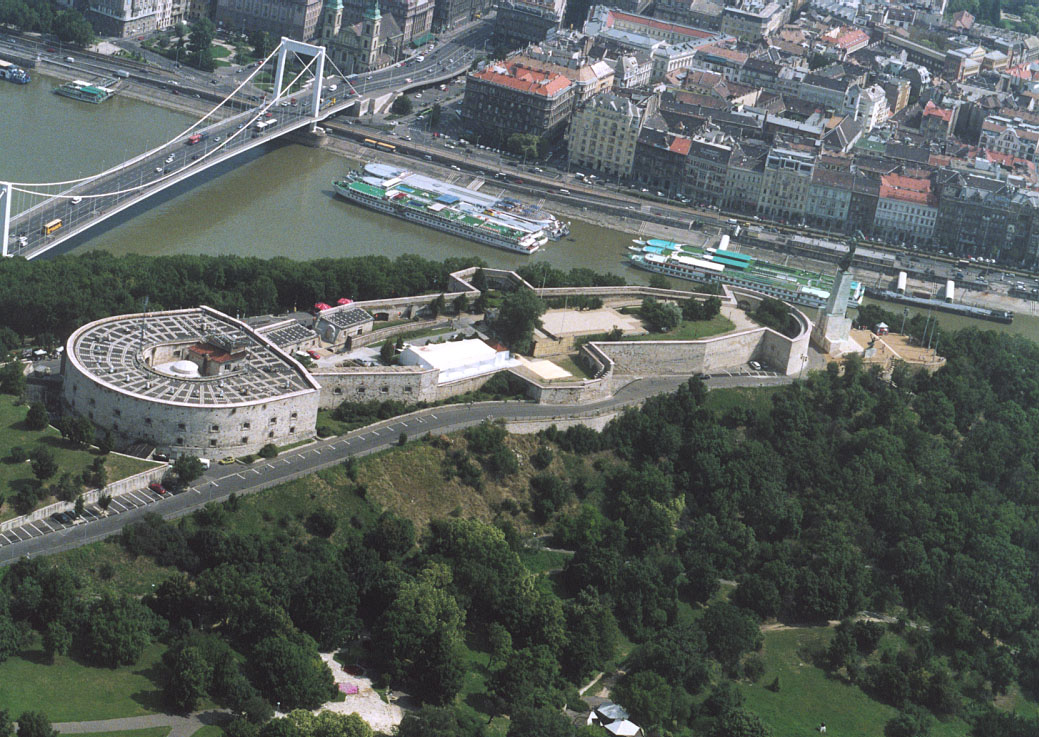
Budín (Budapešť)
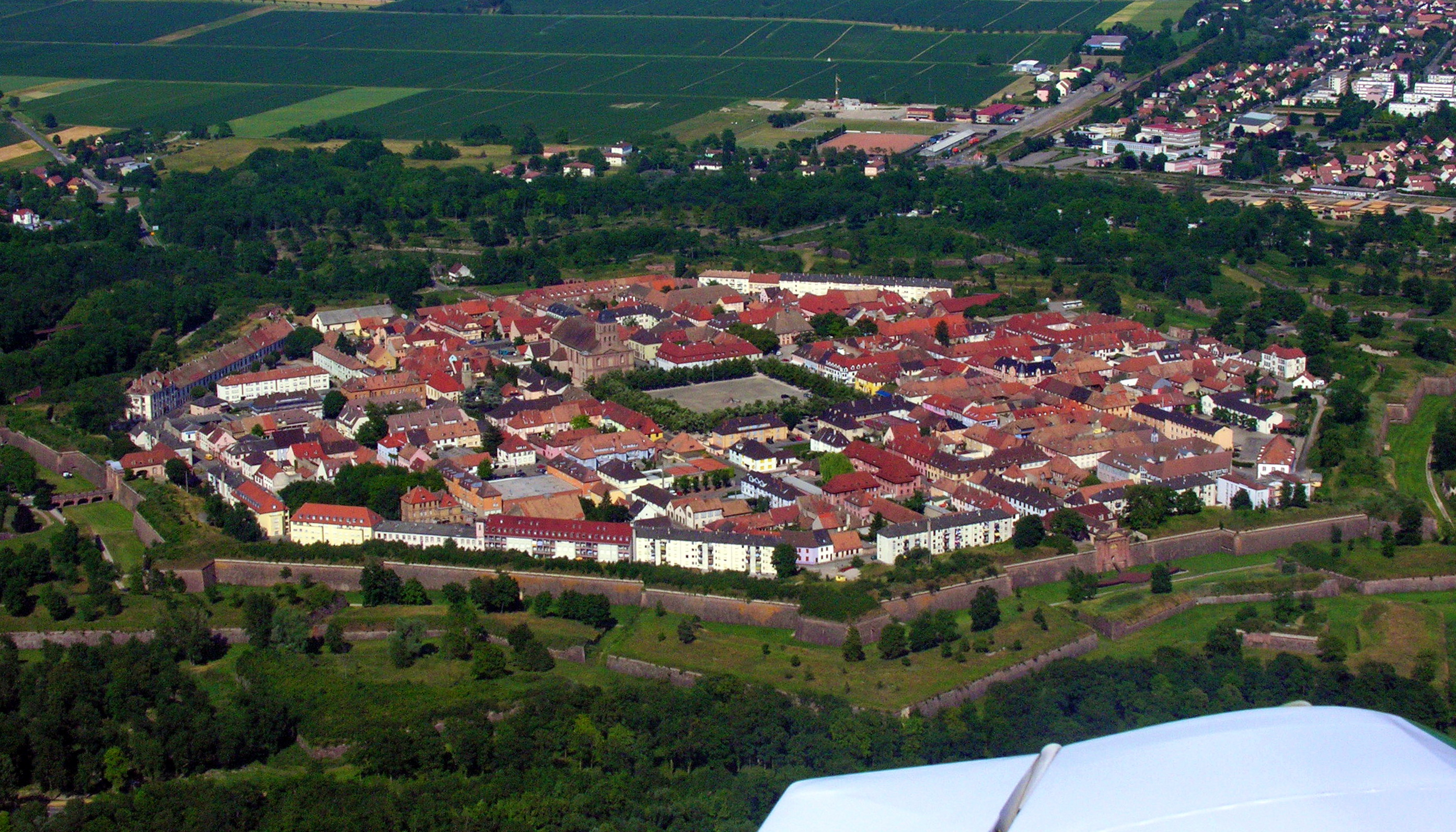
Neuf-Brisach (Alsasko)
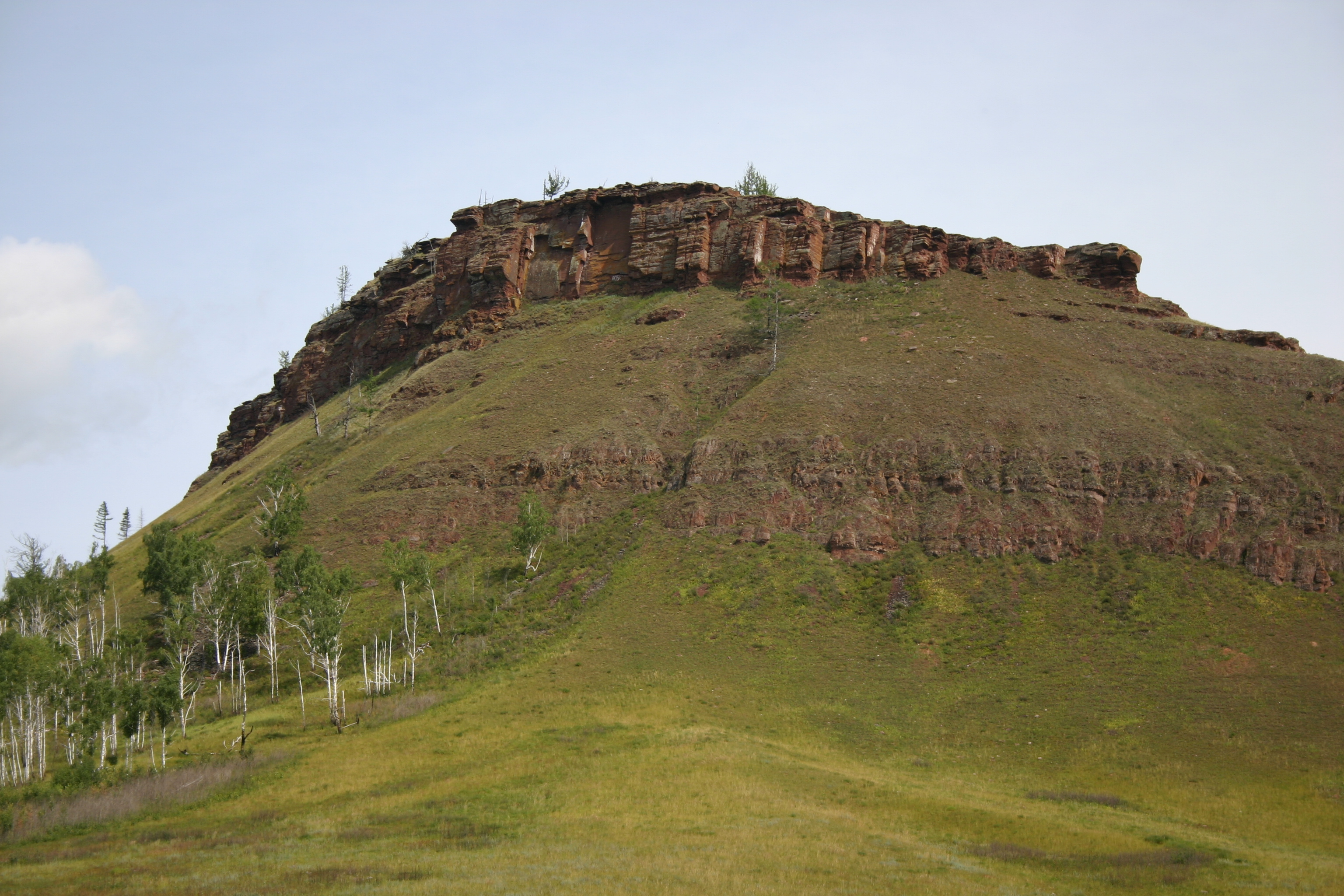
Čebaki (Chakasie, Ruská federace)